# Cihuni (Pangatikan)
Cihuni is een bestuurslaag in het regentschap Garut van de provincie West-Java, Indonesië. Cihuni telt 5325 inwoners (volkstelling 2010).